# Личинкоеды-свистуны
Личинкоеды-свистуны (лат. Lalage) — род воробьиных птиц из семейства личинкоедовых (Campephagidae). Представители рода распространены на юге Азии, в Австралазии, а также на островах Тихого океана. Это довольно мелкие птицы, длиной около 15—20 см. Окраска оперения в основном чёрного, серого и белого цвета. Питаются в основном насекомыми и фруктами. Они строят аккуратные гнезда в форме чаши высоко на дереве.
В состав рода включают 20 видов:
- Lalage maculosa — Пятнистый личинкоед-свистун
- Lalage sharpie Rothschild, 1900 — Буроспинный личинкоед-свистун
- Lalage sueurii — Белокрылый личинкоед-свистун
- Lalage leucopyga (Gould, 1838) — Длиннохвостый личинкоед-свистун
- Lalage tricolor
- Lalage aurea — Краснобрюхий личинкоед-свистун
- Lalage atrovirens — Чернобровый личинкоед-свистун
- Lalage leucoptera
- Lalage moesta
- Lalage leucomela — Белобровый личинкоед-свистун
- Lalage conjuncta
- Lalage melanoleuca — Филиппинский личинкоед-свистун
- Lalage nigra (Pennant, 1781) — Белолобый личинкоед-свистун
- Lalage leucopygialis
- Lalage melaschistos (Hodgson, 1836) — Траурный сорокопутовый личинкоед
- Lalage melanoptera — Черноголовый сорокопутовый личинкоед
- Lalage polioptera — Садовый сорокопутовый личинкоед
- Lalage fimbriata — Карликовый сорокопутовый личинкоед
- Lalage typica — Маврикийский сорокопутовый личинкоед
- Lalage newtoni — Реюньонский сорокопутовый личинкоед